# Редонда
Редо́нда (англ. Redonda) — небольшой необитаемый скалистый остров в Карибском море неподалёку от Монтсеррата в составе Малых Антильских островов.

## География
Длина около 2 километров, ширина чуть более 500 метров. Самая высокая точка — 297 метров над уровнем моря.

## История
Остров был открыт Христофором Колумбом в 1493 году. Название дано Колумбом и означает «округлый». Владение Антигуа и Барбуда с 1967 года.
С 1872 года — владение Великобритании, начавшей добычу гуано.
В 1865 году на острове провозглашено виртуальное государство Редонда.

## Экономика
Экономическая притягательность места заключается в богатых разработках фосфатных рудников. Питьевая вода отсутствует. «Население» — козы и морские птицы.